# Martina Kuenz
Martina Kuenz (* 1. November 1994 in Innsbruck) ist eine österreichische Ringerin. Bei den Weltmeisterschaften 2018 in Budapest errang sie die Bronze-Medaille im Freistilringen in der Gewichtsklasse bis 72 kg.

## Leben
Martina Kuenz besuchte nach der Hauptschule in Zirl die Handelsschule für Leistungssport in Innsbruck, die sie 2013 abschloss. Sie ist Mitglied des Ring Sport Club (RSC) Inzing und nimmt seit 2009 als Ringerin an Wettkämpfen teil. Im Juni 2017 wurde sie als Spitzensportlerin des Innenministeriums vorgestellt, mit September 2017 begann sie die Polizeigrundausbildung. Im Mai 2022 absolvierte sie ihre Dienstprüfung.
Anfang Mai 2018 setzte sie sich bei den Ringer-Europameisterschaften 2018 in der Klasse bis 68 kg im Kampf um Platz drei gegen Danute Domikaityte aus Litauen durch und errang die Bronze-Medaille. Bei den Ringer-Weltmeisterschaften 2018 in Budapest besiegte sie am 24. Oktober 2018 die Ägypterin Samar Hamza und gewann die Bronzemedaille im Freistilringen in der Gewichtsklasse bis 72 kg. Sie holte damit die erste WM-Medaille im Ringen für Österreich seit Nikola Hartmann im Jahr 2000.
Im April 2019 holte sie bei den Ringer-Europameisterschaften 2019 in Bukarest die Silber-Medaille in der Klasse bis 76 Kilogramm. Im Finale unterlag sie der türkischen Titelverteidigerin Yasemin Adar. Mit dem Finaleinzug qualifizierte sie sich für die Europaspiele 2019 im Juni in Minsk. Beim Grand Prix von Frankreich in Nizza holte sie im Jänner 2021 die Goldmedaille in der Gewichtsklasse bis 76 kg. Beim Weltcup in Istanbul wurde sie im Februar 2022 Zweite, ebenso beim Weltcup in Bukarest im Juli 2022. Bei den Weltmeisterschaften 2022 in Belgrad erreichte sie im September 2022 Rang neun. Für die Tiroler Sportlerwahl 2022 und 2023 wurde sie als Sportlerin des Jahres nominiert. Bei den Ringer-Europameisterschaften 2023 in Zagreb gewann sie erneut die Silbermedaille, im Finale unterlag sie Yasemin Adar.
Im April 2025 errang sie bei den Freistilringer-Europameisterschaften in Šamorín die Bronzemedaille. In der Klasse bis 76 kg besiegte sie die Italienerin Enrica Rinaldi mit 4:1.

## Erfolge (Auswahl)
- 2010: Olympische Jugend-Sommerspiele 2010
- 2011: Kadetten-Ringer-Weltmeisterschaften – Bronze
- 2013: Ringer-Europameisterschaften – Platz 14
- 2013: Klippan Lady Open – Platz 3
- 2014: Ringer-Europameisterschaften – Platz 8
- 2015: Europaspiele 2015 – Platz 5
- 2017: Ringer-Weltmeisterschaften – Platz 5
- 2018: Ringer-Europameisterschaften – Bronze (Klasse bis 68 kg)
- 2018: Ringer-Weltmeisterschaften – Bronze (Klasse bis 72 kg)
- 2019: Ringer-Europameisterschaften – Silber (Klasse bis 76 kg)
- 2023: Ringer-Europameisterschaften – Silber (Klasse bis 76 kg)
- 2025: Ringer-Europameisterschaften – Bronze (Klasse bis 76 kg)

## Auszeichnungen
- 2023: Sportehrenzeichen der Marktgemeinde Zirl[21][22]